# Skyrmion

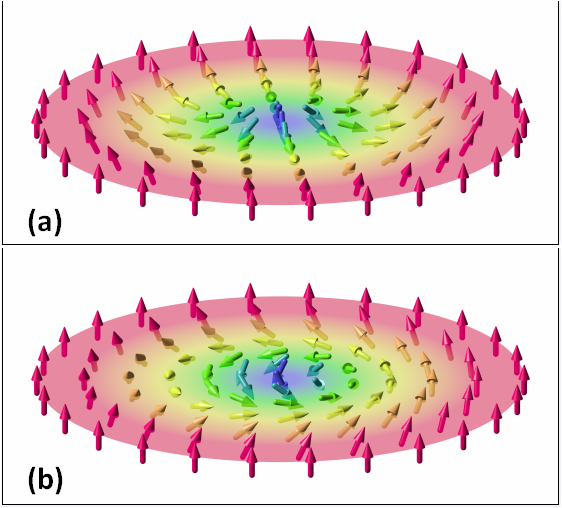
El campo vectorial de dos skyrmions magnéticos bidimensionales: a) un skyrmion erizo y b) un skyrmion espiral.

En física teórica de partículas, el skyrmion es una partícula hipotética relacionada originalmente con los bariones. Fue propuesta por Tony Skyrme como una superposición cuántica de bariones y estados resonantes hadrónicos para explicar algunas propiedades de la materia nuclear.
Los Skyrmiones como objetos topológicos son también importantes en física del estado sólido, especialmente en la tecnología emergente de espintrónica. Se ha propuesto, pero no probado definitivamente, la existencia de Skyrmiones en estados de condensados de Bose-Einstein, en superconductores, en películas magnéticas delgadas y en cristales líquidos quirales nemáticos.
Entre los trabajos científicos clave del físico A.P. Balachandran se incluye el resurgimiento del modelo Skyrmion.

## Definición matemática
En la teoría de Skyrme, una teoría cuántica de campos, se define el campo de Skyrme como un elemento de {\displaystyle SU(2)}, esto es 
{\displaystyle UU^{\dagger }=\mathbb {1} ,\quad det(U)=1\Rightarrow U(x)=\sigma (x)\mathbb {1} +i{\boldsymbol {\pi }}(x){\boldsymbol {\tau }}}
donde {\displaystyle {\boldsymbol {\tau }}} son las matrices de Pauli {\displaystyle 2\times 2} y {\displaystyle {\boldsymbol {\pi }}} representan campos de piones. Para garantizar que el campo pertence a  {\displaystyle SU(2)} es necesario imponer que
{\displaystyle \sigma (x)^{2}+{\boldsymbol {\pi }}(x)^{2}=1}
Esta simetría se escoge en analogía directa con la simetría característica de la QCD a dos quarks. En general, se impone que el campo tienda al elemento identidad en el infinto, para garantizar que tiene energía finita. Por como es definido el campo, puede entenderse como una aplicación de la forma
{\displaystyle U(x):\mathbb {R} ^{3}\cup \{\infty \}\rightarrow S^{3}}
donde {\displaystyle S^{3}} es la 3-esfera de radio unidad. A este tipo de aplicaciones se les puede asignar una carga topológica, i.e un invariante topológico conservado bajo transformaciones continuas del espacio, y que es necesariamente un número entero. En particular: 
```

  

    

      

        
B

        
[

        
U

        
]

        
≡

        

          

            
1

            

              
24

              

                
π

                

                  
2

                

              

            

          

        

        

          
ε

          

            
i

            
j

            
k

          

        

        
∫

        
Tr

        
⁡

        

          
(

          

            

              
L

              

                
i

              

            

            

              
L

              

                
j

              

            

            

              
L

              

                
k

              

            

          

          
)

        

        

          
d

          

            
3

          

        

        
x

        
=

        

          

            
1

            

              
24

              

                
π

                

                  
2

                

              

            

          

        

        

          
ε

          

            
i

            
j

            
k

          

        

        
∫

        
Tr

        
⁡

        

          
(

          

            

              
U

              

                
†

              

            

            

              
∂

              

                
i

              

            

            
U

            

              
U

              

                
†

              

            

            

              
∂

              

                
j

              

            

            
U

            

              
U

              

                
†

              

            

            

              
∂

              

                
k

              

            

            
U

          

          
)

        

        

          
d

          

            
3

          

        

        
x

        
∈

        

          
Z

        

      

    

    
{\displaystyle B[U]\equiv {\frac {1}{24\pi ^{2}}}\varepsilon _{ijk}\int \operatorname {Tr} \left(L_{i}L_{j}L_{k}\right)d^{3}x={\frac {1}{24\pi ^{2}}}\varepsilon ^{ijk}\int \operatorname {Tr} \left(U^{\dagger }\partial _{i}UU^{\dagger }\partial _{j}UU^{\dagger }\partial _{k}U\right)d^{3}x\in \mathbb {Z} }

  

```

donde se ha definiado convenientemente la corriente invariante a izquierdas
{\displaystyle L_{\mu }\equiv U^{-1}\partial _{\mu }U\in {\mathfrak {su}}(2)}
El Skrymion será la solución  clásica de las ecuaciones de movimiento asociado a la densidad lagrangiana del modelo de Skyrme concreto a estudiar.